# Maurice Demarçay
Pour les articles homonymes, voir Demarçay.
Maurice Demarçay est un homme politique français né le 26 octobre 1847 à Paris et mort le 9 septembre 1907 à Saint-Savin-sur-Gartempe (Vienne)

## Biographie
Fils de Marc Horace Demarçay, député, et petit-fils de Marc Jean Demarçay, député et baron d'Empire, il est élu conseiller général du canton de Saint-Savin en 1877 et député de la Vienne de 1881 à 1885 et de 1889 à 1900, siégeant à gauche, et sénateur de la Vienne, de 1900 à 1907, inscrit au groupe de la Gauche républicaine. Il intervient beaucoup sur les questions hippiques, et devient membre du conseil supérieur des Haras. Il s'intéresse aussi aux questions militaires.

## Sources
- « Maurice Demarçay », dans Adolphe Robert et Gaston Cougny, Dictionnaire des parlementaires français, Edgar Bourloton, 1889-1891 [détail de l’édition]
- « Maurice Demarçay », dans le Dictionnaire des parlementaires français (1889-1940), sous la direction de Jean Jolly, PUF, 1960 [détail de l’édition]